# The Bridge (album Melanie Fiony)
The Bridge, debiutancki album studyjny wydany przez kanadyjską piosenkarkę R&B Melanie Fionę dnia 30 czerwca 2009 w Kanadzie nakładem wytwórni Universal Music. Album promował singel "Give It to Me Right" wydany w lutym 2009.

## Informacje o albumie
W jednym z wywiadów Melanie Fiona wyjaśniła koncepcję tytułu krążka, "album nazywa się po prostu most. Przełamuje on różnice etniczne, gatunkowe, wiekowe i płciowe. Może on zostać zdefiniowany jako zwykła rzecz. Brzmienia zawarte na The Bridge to soul z pogranicza przeszłości i teraźniejszości, można tu znaleźć coś nowego". Wokalistka, przy tworzeniu muzyki na wydawnictwo inspirowała się kompozycjami Sama Cooke'a, Nata Kinga Cole'a oraz Gladys Knight, natomiast by uzyskać efekt połączenia dźwięków, wielokrotnie zastosowała efekt samplingu.
Nad produkcją The Bridge czuwali Steve Rifkind, Future Cut, Stereotypes, Vada Nobles, J. Phoenix, Affiliate, Peter Wade, Salaam Remi oraz Supa Dups.
W Szwajcarii dzięki wysokiej popularności dwóch singli promujących wydawnictwo, krążek The Bridge został odznaczony certyfikatem złotej płyty za sprzedaż przekraczającą 15.000 egzemplarzy.

## Single
- Głównym singlem promującym album stał się utwór "Give It to Me Right". Piosenka wyprodukowana została przez Andreę Martin oraz wydana dnia 28 lutego 2009 w Kanadzie. Singel zyskał na popularności w rodzimym kraju artystki, gdzie osiadł na pozycji #20. Utwór zajął również wysokie pozycje w oficjalnych międzynarodowych zestawieniach najchętniej kupowanych singli zajmując, jako najwyższe miejsca #41 w Wielkiej Brytanii, #33 w Szwajcarii i #9 we Włoszech[5][6]. Kompozycja nie znalazła się na oficjalnej liście przebojów w Stanach Zjednoczonych debiutując jedynie na notowaniu Hot R&B/Hip-Hop Songs, gdzie osiadła na pozycji #57.[7]
- Utwór "It Kills Me" stał się drugim singlem promującym wydawnictwo. Wydana dnia 22 lipca 2009, piosenka stworzona została przy współpracy wokalistki z Jayem Fenixem i Andreą Martin. Singel znalazł się na pozycji #3 notowania Hot R&B/Hip-Hop Songs stając się najwyżej notowanym utworem Fiony w tym zestawieniu[8]. Singel znalazł się również na miejscu #54 zestawienia Billboard Hot 100[8]. W grudniu 2009 kompozycja zyskała nominację do nagrody Grammy w kategorii najlepszy występ wokalny artystki R&B[9].
- Trzecim singlem pochodzącym z ”The Bridge” jest ”Bang Bang. Utwór nie był notowany.
- Czwartym singlem promującym wydawnictwo stał się utwór "Monday Morning" wydany na szwajcarski rynek muzyczny dnia 25 października 2009[10]. Kompozycja zyskała wysoką popularność zajmując szczyt oficjalnego notowania najlepiej sprzedających się singli w Szwajcarii[10].

| Rok  | Singel                | Album      | Pozycje na listach | Pozycje na listach | Pozycje na listach | Pozycje na listach | Pozycje na listach |
| Rok  | Singel                | Album      | CAN                | US                 | US R&B             | UK                 | SWI                |
| ---- | --------------------- | ---------- | ------------------ | ------------------ | ------------------ | ------------------ | ------------------ |
| 2009 | "Give It to Me Right" | The Bridge | 20                 | —                  | 57                 | 41                 | 5                  |
| 2009 | "It Kills Me"         | The Bridge | —                  | 49                 | 1                  | —                  | —                  |
| 2009 | "Monday Morning"      | The Bridge | —                  | —                  | —                  | —                  | 1                  |

## Lista utworów
1. "Give It to Me Right" (Melanie Fiona, Andrea Martin) — 3:43
2. "Bang Bang" (Melanie Fiona, Rob Fusari) — 3:28
3. "Monday Morning" (Melanie Fiona, Peter Wade Keusch, Sidth Solanki) — 3:38
4. "Please Don’t Go (Cry Baby)" (Melanie Fiona, Vada Nobles, Bill Blast) — 3:15
5. "Ay Yo" (Melanie Fiona, Future Cut) — 3:18
6. "Walk On By" (Melanie Fiona, Andrea Martin) — 3:31
7. "You Stop My Heart" (Melanie Fiona, Future Cut) — 3:46
8. "Johnny" (Melanie Fiona, Stereotypes) — 3:42
9. "Sad Songs" (Melanie Fiona, Andrea Martin) — 4:38
10. "Priceless" (Melanie Fiona, Dan Strong, JK) — 3:47
11. "It Kills Me" (Melanie Fiona, Jay Fenix, Andrea Martin) — 4:10
12. "Teach Him" (Melanie Fiona, Andrea Martin) — 4:10

Utwory bonusowe
1. "G.A.M." (Europejski utwór bonusowy) — 2:50

## Pozycje na listach
| Lista sprzedaży (2009)       | Najwyższa pozycja |
| ---------------------------- | ----------------- |
| Kanada Albums Chart          | 33                |
| Niemcy IFPI Albums Chart     | 35                |
| Szwajcaria IFPI Albums Chart | 3                 |
| UK BPI Albums Chart          | 98                |
| USA RIAA Billboard 200       | 46                |
| Włochy FIMI Albums Chart     | 66                |

## Daty wydania
| Region            | Data                |
| ----------------- | ------------------- |
| Kanada            | 30 czerwca 2009     |
| Wielka Brytania   | 27 lipca 2009       |
| Polska            | 2 października 2009 |
| Stany Zjednoczone | 10 listopada 2009   |